# Nisko
Nisko là một thị trấn thuộc huyện Niżański, tỉnh Podkarpackie ở đông-nam Ba Lan. Thị trấn có diện tích 61 km². Đến ngày 1 tháng 1 năm 2011, dân số của thị trấn là 15535 người và mật độ 255 người/km².